# جیمز مودی
جیمز مودی (انگلیسی: James Moody؛ ۲۶ مارس ۱۹۲۵ – ۹ دسامبر ۲۰۱۰ (۸۵ سال)) موسیقی‌دان و نوازنده ساکسوفون و فلوت سبک جاز آمریکایی بود. وی بین سال‌های ۱۹۴۷ تا ۲۰۱۰ میلادی و بیشتر در سبک بیباپ و هارد باپ فعالیت می‌کرد. دو ماه پس از مرگش در سال ۲۰۱۰ جایزه گرمی بهترین آلبوم سازی جاز به وی تعلق گرفت.